# امگا کژدم
امگا کژدم یک ستاره است که در صورت فلکی کژدم قرار دارد.